# Muniba Mazari
Muniba Mazari - منیبہ مزاری (urdú) - (Rahim Yar Khan, Paquistan, 3 de març de 1987) és una pintora, escriptora, model i activista social pakistanesa. És ambaixadora nacional de Paquistan a l'ONU Dones, essent així la primera persona amb cadira de rodes a accedir a aquest càrrec. L'artista, que va aparèixer a la sèrie de la BBC sobre les 100 dones més influents de l'any el 2015, ha rebut el sobrenom de "Dama de ferro de Pakistan".
Muniba Mazari va néixer el 1987 a Rahim Yar Khan, una ciutat important del Panjab paquistanès, al si d'una família d'origen balutxi. Casada forçosament a l'edat de 18 anys amb Khurram Shahzad, un pilot de les forces àeries paquistaneses, la seva vida va canviar de manera dràstica arran d'un accident de cotxe dos anys després del seu casament, el 2007. Arran de les seves ferides molt greus que van malmetre sobretot la seva columna vertebral, es va quedar paraplègica. Aleshores, durant la seva convalescència que durà dos anys, va començar a dedicar-se a la pintura.
Es feu famosa mundialment arran d'una conferència TEDx, que va tenir lloc a Islamabad, al novembre del 2014.